# Municipio de Truman
El municipio de Truman (en inglés: Truman Township) es un municipio ubicado en el condado de Pierce en el estado estadounidense de Dakota del Norte. En el año 2010 tenía una población de 54 habitantes y una densidad poblacional de 0,58 personas por km².

## Geografía
El municipio de Truman se encuentra ubicado en las coordenadas 47°53′53″N 99°59′41″O / 47.89806, -99.99472. Según la Oficina del Censo de los Estados Unidos, el municipio tiene una superficie total de 92.77 km², de la cual 91,58 km² corresponden a tierra firme y (1,28 %) 1,18 km² es agua.

## Demografía
Según el censo de 2010, había 54 personas residiendo en el municipio de Truman. La densidad de población era de 0,58 hab./km². De los 54 habitantes, el municipio de Truman estaba compuesto por el 98,15 % blancos, el 1,85 % eran asiáticos. Del total de la población el 0 % eran hispanos o latinos de cualquier raza.